# Hemley Boum
Hemley Boum (sinh năm 1973 tại Douala) là một nhà văn người Cameroon. Cô là một người nhận được Grand Prix littéraire d'frique noire.
Boum học Khoa học Xã hội tại Đại học Công giáo Trung Phi ở Yaoundé và thương mại quốc tế tại Đại học Công giáo Lille. Cô sống ở Paris với chồng và hai đứa con của họ.

## Công trình
- Le Clan des femmes, Paris, L'Harmattan, "Écrire l'Afrique", 2010 ISBN 978-2-296-12847-7
- Si d'aimer, Ciboure, La Cheminante, 2012 ISBN 978-2-917598-69-6
- Les maquisards, Ciboure, La Cheminante, 2012 ISBN 978-2-371270-22-0